# آموزش زبان انگلیسی بی‌بی‌سی
آموزش زبان انگلیسی بی‌بی‌سی (به انگلیسی: BBC Learning English) بخشی از سرویس جهانی بی‌بی‌سی است که به آموزش زبان انگلیسی اختصاص دارد.
این سرویس، منابع و فعالیت‌های رایگانی را عمدتاً از طریق وب‌سایت خود برای معلمان و زبان‌آموزان فراهم می‌کند. همچنین برنامه‌های رادیویی را تولید می‌کند.
آموزش زبان انگلیسی بی‌بی‌سی به علت نوآوری در آموزش زبان دوم، برندهٔ جوایز متعددی از جمله دو جایزه التون از شورای فرهنگی بریتانیا و جایزه اتحادیه انگلیسی-زبان شده‌است.
این بخش در سال ۱۹۴۳ تأسیس شد.
سرویس جهانی بی‌بی‌سی پخش برنامه‌های آموزش زبان انگلیسی را برای زبان‌آموزان مبتدی، متوسط و پیشرفته در سال ۱۹۴۵ آغاز کرد.